# Arthur Nielsen
Arthur Charles Nielsen, senior (ur. 5 września 1897 w Chicago, zm. 1 czerwca 1980 tamże) – amerykański analityk handlu, tenisista i działacz sportowy.
W 1923 założył instytut badań marketingowych ACNielsen; prowadził znany program telewizyjny Nielsen Ratings.
Wystąpił w grze pojedynczej na US Open, w latach 1916–1918 był kapitanem reprezentacji tenisowej Uniwersytetu Wisconsin. W 1946 i 1948 zdobył mistrzostwo USA ojców i synów w parze z Arthurem Nielsenem juniorem. Dla rozwoju tenisa zasłużył się sponsorowaniem i organizowaniem budowy wielu obiektów tenisowych (m.in. na macierzystej uczelni, gdzie obiekt został nazwany jego imieniem – Nielsen Center). W 1971 działalność ta zapewniła mu miejsce w Międzynarodowej Tenisowej Galerii Sławy.